# 100292 Harmandir
100292 Harmandir este o planetă minoră (asteroid) din centura de asteroizi. A fost descoperită pe 28 februarie 1995 la Colleverde⁠(d) de Vincenzo Silvano Casulli⁠(d). 
Obiectul prezintă o orbită caracterizată de o semiaxă mare de 2,5944205146768 UAi, o excentricitate de 0,17, o înclinație de 4,7 ° în raport cu ecliptica.